# Hennediella arenae
Hennediella arenae là một loài Rêu trong họ Pottiaceae. Loài này được (Besch.) R.H. Zander mô tả khoa học đầu tiên năm 1993.